# Til evighet…
Til evighet… är det första fullängds studioalbumet av det norska black metal-bandet Trelldom. Albumet utgavs 1995 av skivbolaget Head Not Found.

## Låtförteckning
1. "Endeløs vandring gjennom evighet" – 2:39
2. "Fullmaanens hemmelighet" – 3:13
3. "Disappearing of the Burning Moon" – 3:19
4. "Sannhet, smerte og død" – 5:07
5. "Taake" – 2:52
6. "Sunset" – 3:02
7. "Frosten har tint mine smerter" – 2:16
8. "Til evighet..." – 5:04

- Text: Gaahl
- Musik: Maestro Husabø

## Medverkande
Musiker (Trelldom-medlemmar)
- Bjørn (Bjørn Inge Storkås aka Tyrant) – gitarr, basgitarr
- Gaahl (Kristian Eivind Espedal) – sång
- Ole Nic. (Ole Nikolai Løbø) – trummor

Bidragande musiker
- Maestro Husabø (Eirik Molnes Husabø) – trummor

Produktion
- Trelldom – producent, ljudtekniker
- Pytten (Eirik Hundvin) – producent, ljudtekniker, ljudmix, mastering
- Lars "Balfori" Larsen – foto